# Balderton (Cheshire)
Balderton – wieś w Anglii, w hrabstwie ceremonialnym Cheshire, w dystrykcie (unitary authority) Cheshire West and Chester. Leży 6 km na południowy zachód od miasta Chester i 265 km na północny zachód od Londynu.